# Szoborpark Nagyharsány

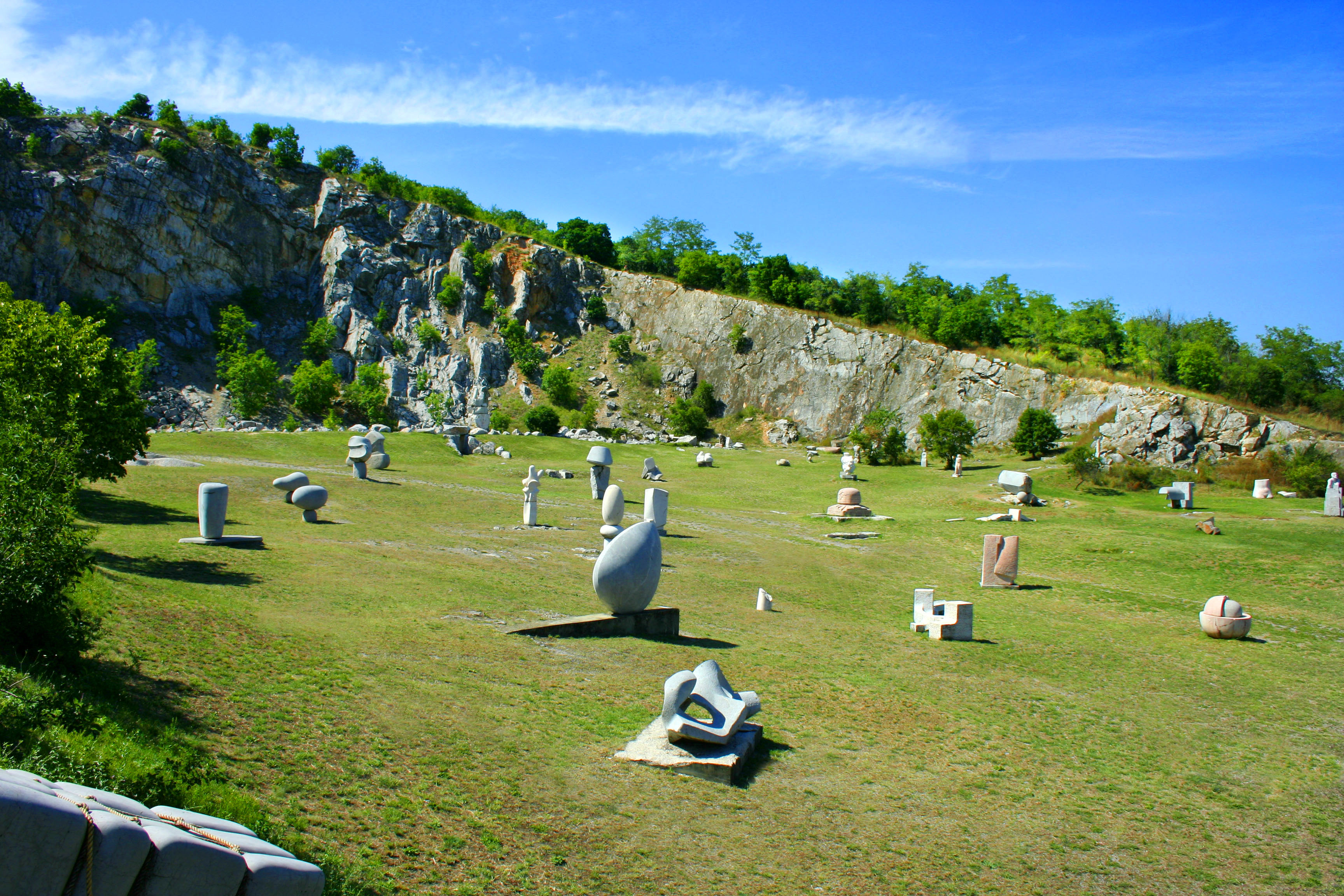
Overzicht beeldenpark

Szoborpark Nagyharsány is een beeldenpark in het dorp Nagyharsány dicht bij de stad Villány in Hongarije.

## Beeldhouwersymposium
In Nagyharsány wordt sinds 1968 het International Sculpture Symposion Villány gehouden, waaraan wordt deelgenomen door Hongaarse en internationale steenbeeldhouwers. Het symposium vindt plaats in een voormalige steengroeve in het Villány-gebergte.
Deelnemers waren onder anderen:
- Mathias Hietz (Oostenrijk, de initiator van het Bildhauersymposium Lindabrunn 1966/1967)
- Pierre Székely (Frankrijk)
- Miloslav Chlupáč (Tsjechië)
- Gyula Pauer (Hongarije)
- Bencsik István (Hongarije)
- Colin Foster (Engeland)
- Ido Maggi (Italië)
- Jan Timmer (Nederland)
- Paula Salmela (Finland)
- Elizabeth Juan (Oostenrijk)
- Emanuela Camacci (Italië)
- Maekawa Yoshiharu (Japan)

## Fotogalerij

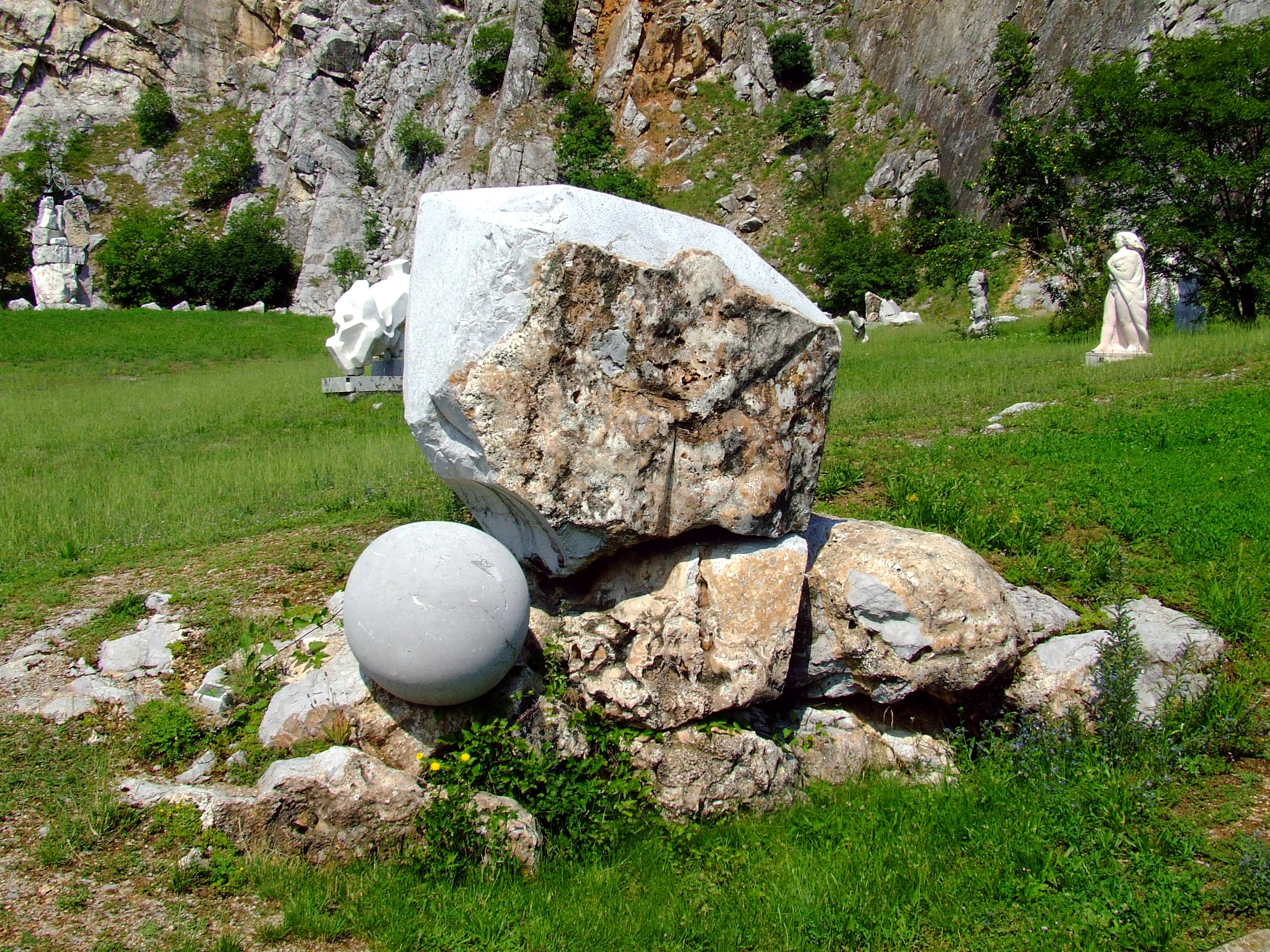
Mathias Hietz: Idea
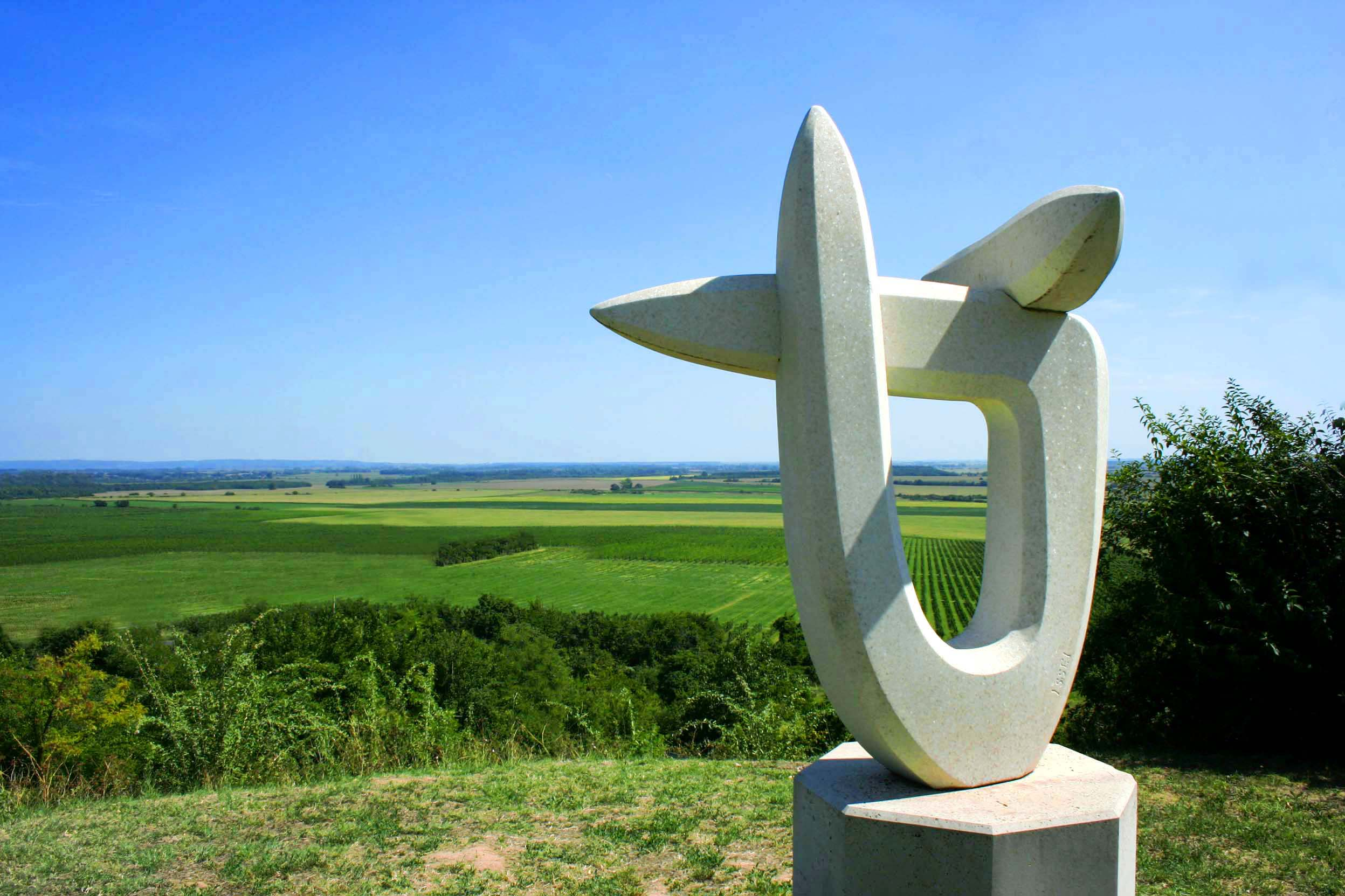
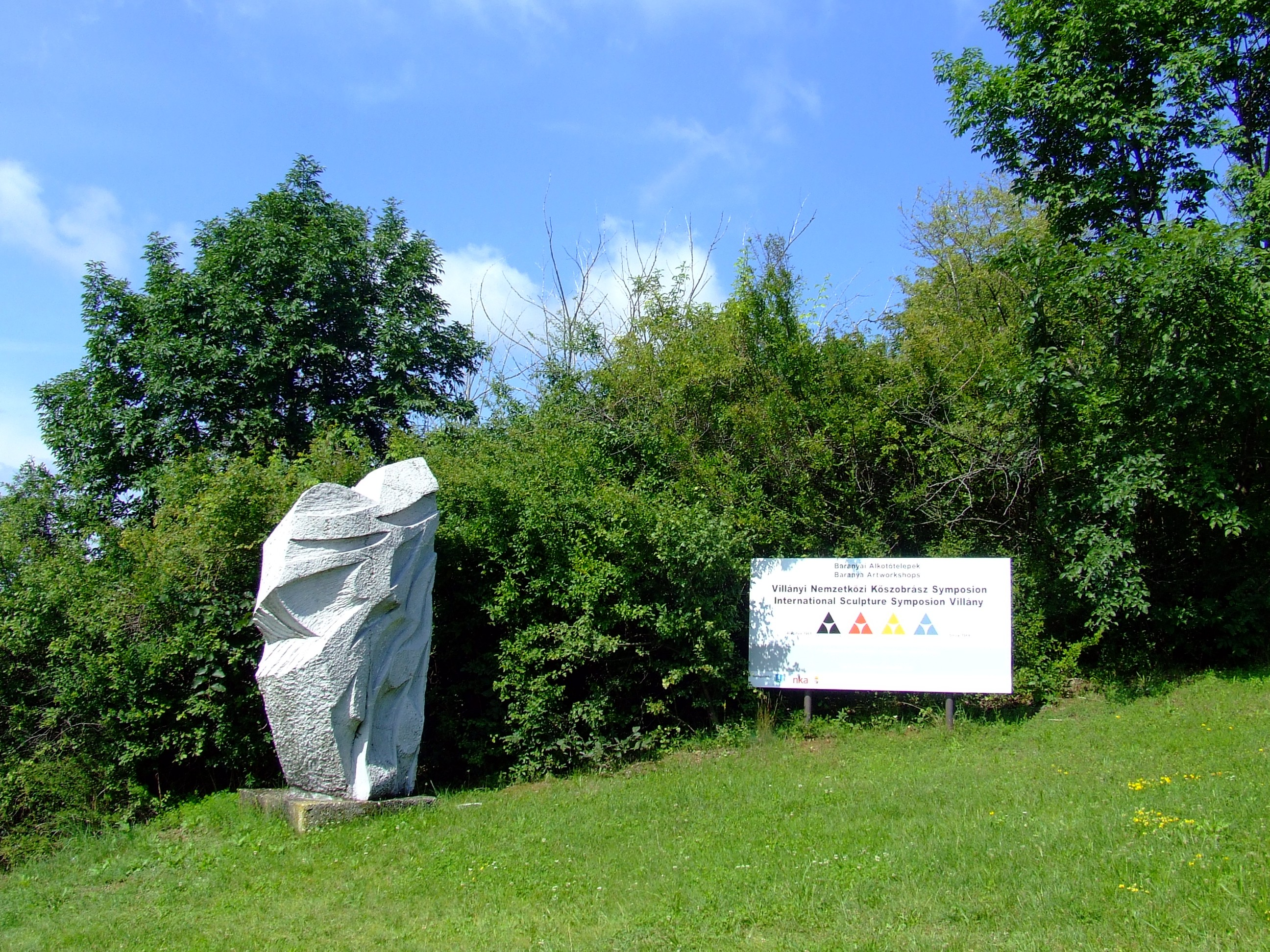
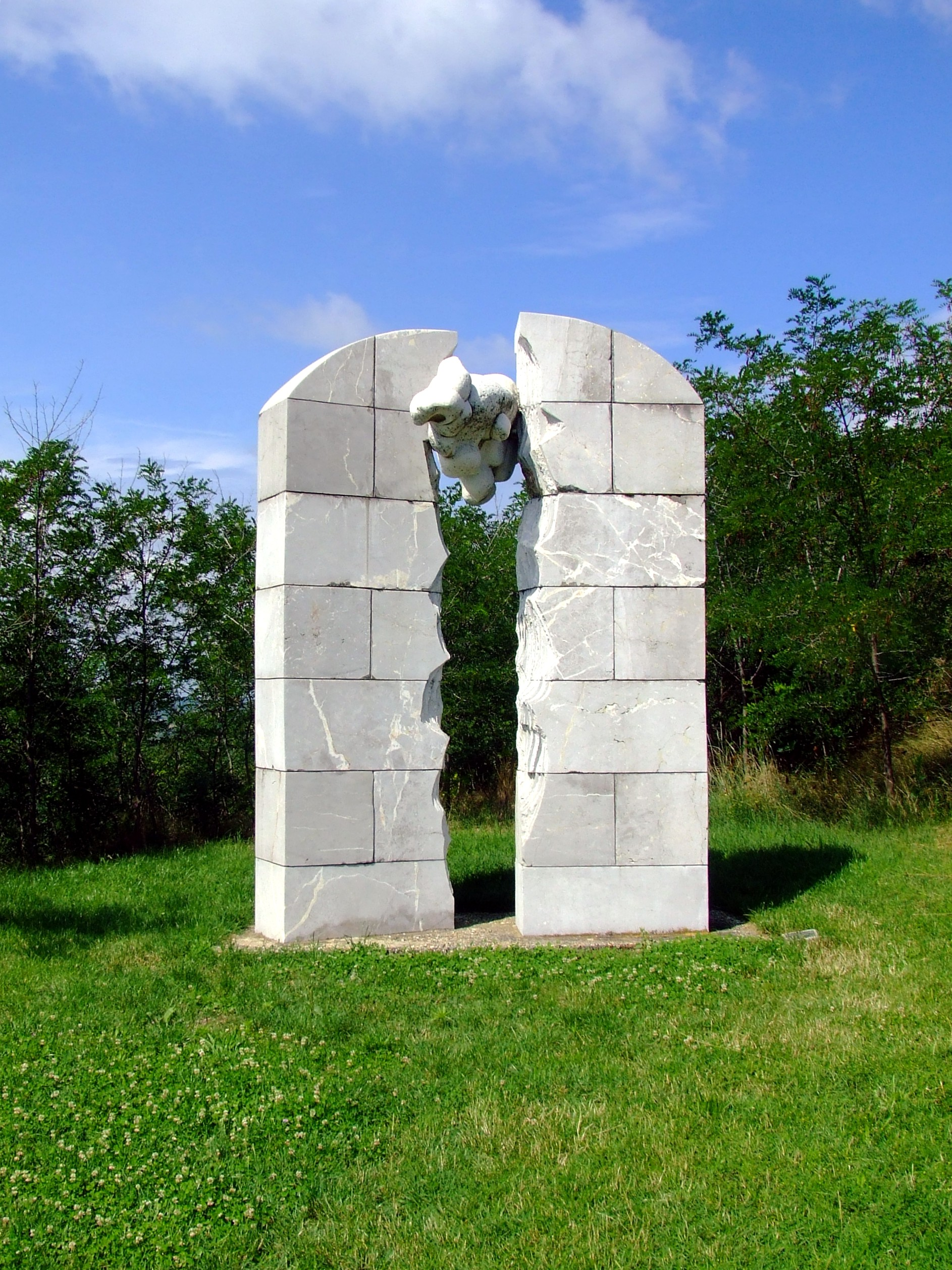
Ido Maggi: Ir-Re (1982)
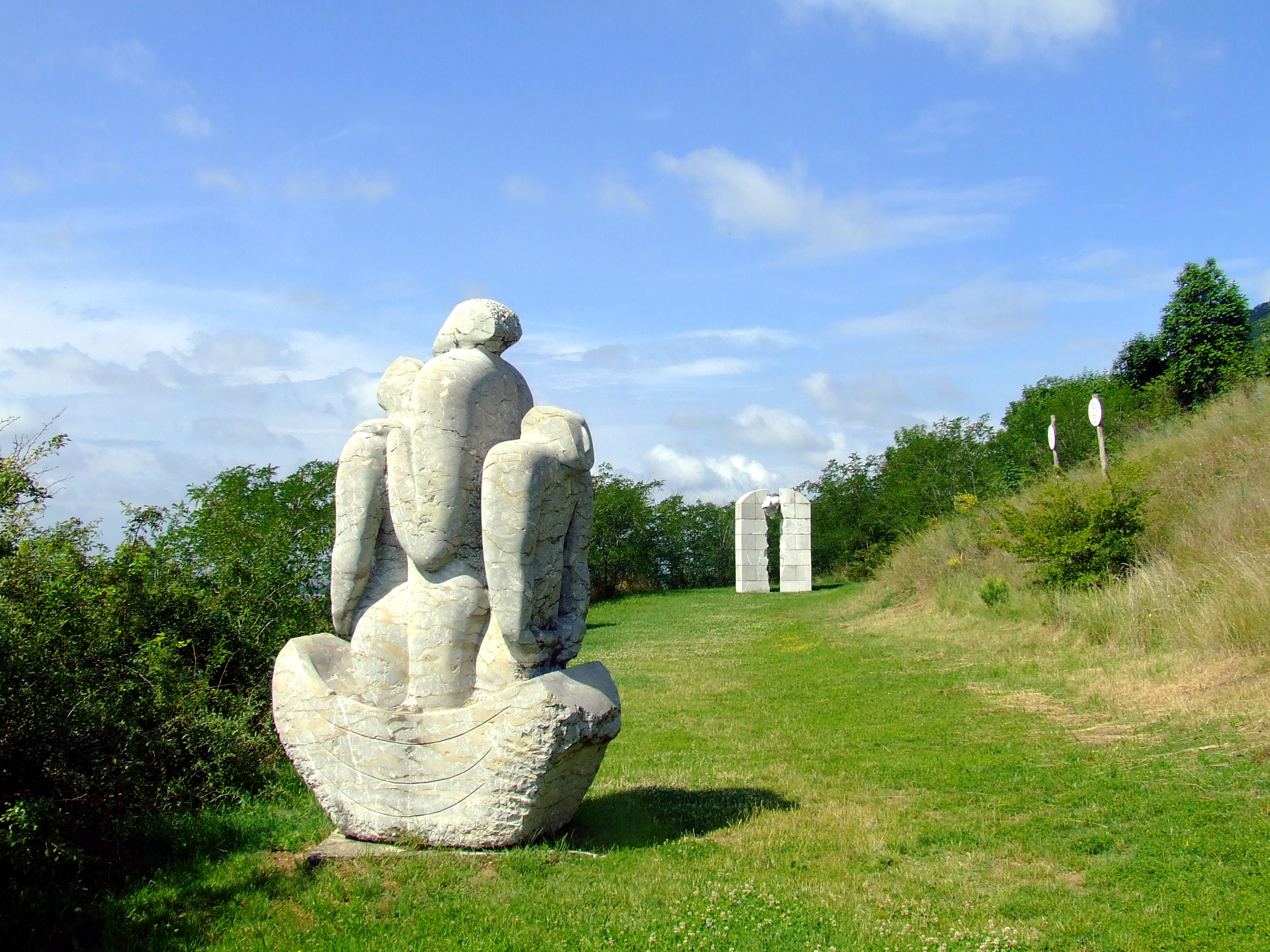
Colin Foster: Hajo (1985)